# 中心愛
中 心愛（なか ここあ、2003年3月17日 - ）は、滋賀県出身の女優、ダンサー。MR8所属。以前はアローズエンタテインメントに所属していた。

## 人物
身長159cm。
趣味は手芸、読書。特技はダンス、お菓子作り、早食い。

## 出演作品

### テレビドラマ
- シンドラ / ブラック校則 第1、2、6話（2019年、日本テレビ）
- ドラマホリック! / 死役所 第5話（2019年、テレビ東京） - 新宅 役
- 金曜ナイトドラマ / 時効警察はじめました 第8話（2019年、テレビ朝日）
- ひみつ×戦士 ファントミラージュ! 第51話（2020年、テレビ東京）
- よるおびドラマ / この初恋はフィクションです（2021年、TBS）
- ドラマシャワー / 不幸くんはキスするしかない! 第5話（2022年、MBS） - ナオコ先輩 役
- ドラマストリーム / 理想ノカレシ（2022年、TBS）
- ドラマ特区（MBS）
  - 教祖のムスメ（2022年）
  - 墜落JKと廃人教師 第3話（2023年）
- 暴太郎戦隊ドンブラザーズ ドン19話（2022年、テレビ朝日） - 鷺山美奈子 役
- 土ドラ / 最高のオバハン 中島ハルコ 第2シリーズ 第5話（2022年、東海テレビ） - 奥山葉月 役
- プレミアムドラマ / 家族だから愛したんじゃなくて、愛したのが家族だった 第7話（2023年、NHK BSプレミアム） - 心愛 役
- うちの弁護士は手がかかる 第2話（2023年、フジテレビ） - 同窓生 役

### テレビ番組
- 恋する♥週末ホームステイ 2020夏（2020年、ABEMA）

### 映画
- ブラック校則（2019年、松竹）
- 短編映画 「Orange girl friend」（2021年） - 左橋ハルナ 役
- 逆火（2025年、KADOKAWA）[3]

### 配信ドラマ
- 第7回ドラマ甲子園大賞受賞作品「言の葉」（2020年、FOD） - 加藤美佳 役
- さよなら、ハイスクール（2022年、Hulu）
- ダスキンレントオール（2022年） - 高山彩乃 役
- ツツヌケの彼女（2023年、TikTok） - 主演：ミキ 役
- 紫陽花の咲く頃に（2023年、TikTok） - ミキ 役

### 舞台
- 劇団ガールズキャラバン @WGT weekend garage Tokyo 11月公演（2020年）
- 放課後戦記2020 Team PINK（2020年） - 配諏野支檻 役
- 劇メシ「パセリがすねた」（2021年） - こしょう 役
- PERFECTION（2024年） - 草間雪 役

### 広告
- 関西電力 「イノベーションはじまる」VPP（2018年）
- 大塚製薬 ポカリスエット 夏新CM（2019年）
- タカラトミー 人生ゲーム 令和版（2019年）
- アサヒ飲料「放課後カルピス」（2020年、YouTube）
- Web CM「VONMIE EMS STYLEMAT」（2020年）
- RADIO EVA（2020年） - WEBモデル
- Web広告 sumika「AMUSIC」（2021年）
- 三井アウトレットパーク WEB CM（2021年）
- ソニック・ザ・ヘッジホッグ WEBムービー（2023年）
- got2b「ボンディング・メタリックス」（2023年）

### MV
- EXILE PRIDE 〜こんな世界を愛するため〜（2013年）
- GENERATIONS from EXILE TRIBE 「YOUNG MAN (Y.M.C.A.)」（2017年）
- おいしくるメロンパン 「マテリアル」（2022年）
- MIDNIGHT DRIVE 「Better Than Yesterday」（2023年）

### その他
- KARA 2nd JAPAN TOUR 「KARASIA」（2013年） - サポートダンサー
- EXILE
  - LIVE TOUR「EXILE PRIDE」（2013年） - サポートダンサー
  - EXILE TRIBE PERFECT YEAR LIVE TOUR（2014年）
  - LIVE TOUR（2015年）
- 「COLORFUL LAND」（2014年、2015年） - サポートダンサー
- E-girls LIVE TOUR
  - （2014年）
  - （2015年）
  - 「E.G.SMILE」（2016年） - サポートダンサー
  - 「E.G.11」（2018年） - サポートダンサー
- 「TOWER of WISH THE  REVOLUTION」（2014年） - サポートダンサー
- SEAGAIA MUSIC RESORT（2014年） - サポートダンサー
- 「AMAZING WORLD」（2015年） - サポートダンサー